# Râul Dragomirna, Suceava
Râul Dragomirna este un curs de apă, afluent de dreapta al râului Mitocu.  

## Galerie

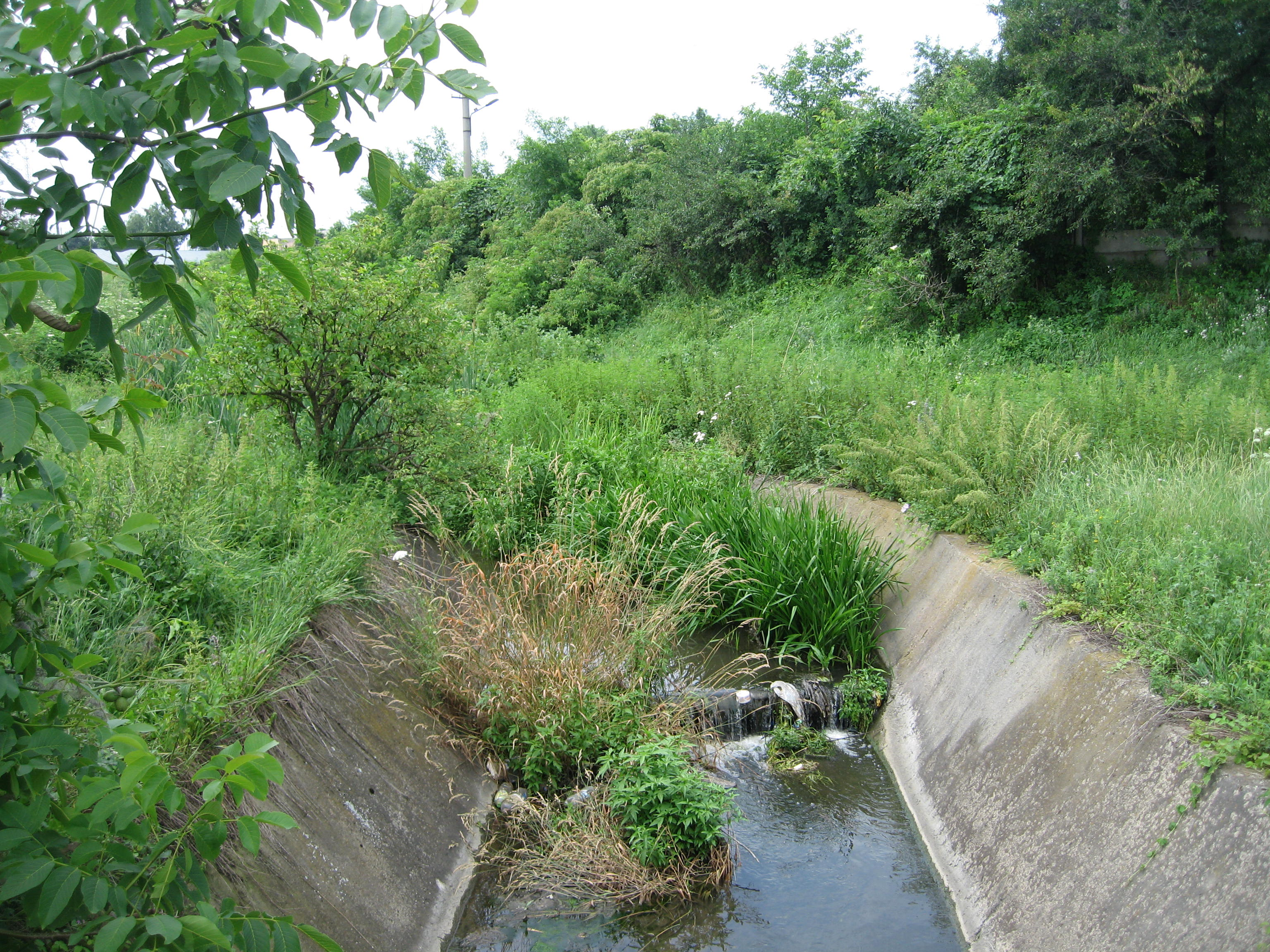
În apropiere de vărsarea în râul Mitocu